# Сочка-Боржавин Василь Андрійович
Василь Андрійович Сочка-Боржавін (3 січня 1922, Берегово — 27 серпня 2010, Ужгород) — російськомовний радянський та український радянський письменник, поет, педагог та історик літератури.

## Біографія

### Освіта
Народився 3 січня 1922 року в місті Берегово в учительській родині. Син Андрія Івановича Сочки, вчителя, вихідця із Боржавської долини. Дитинство провів в Ужанській долини. Навчався в народних школах Кострина та Перечина, Ужгородській та Хустській гімназіях .
Закінчив російську гімназію в Хусті в 1940 році і вступив в Будапештський університет імені Петра Пазманя на відділення філолого-славістичних наук, де навчався в 1941—1944 роках. Писав поезію і прозу, публікувався в ужгородських газетах «Руська правда» і «Русское слово». Перші короткі прозові твори з'явилися в «Карпаторуському голосі» і в газеті «Словенска єднота». Завершив свою вищу освіту в Ужгородському університеті, закінчивши його в 1950 році .

### Громадська діяльність
Василь Сочка працював в післявоєнні роки референтом в управлінні Закарпатської області у справах мистецтв, літературним працівником газети «Закарпатська правда», викладав в школах Тячівського, Мукачівського, Берегівського районів. Понад вісім років пропрацював в Закарпатському інституті удосконалення вчителів, де займав пост завідувача кабінетом національних шкіл (з угорською та румунською мовами викладання). Бібліограф Закарпатської обласної універсальної наукової бібліотеки .
Грав величезну роль у розвитку русинського руху Закарпаття, засновник товариства Карпатських русинів, член Всесвітньої ради Русинів при Всесвітньому конгресі русинів. Автор серії біографій під назвою «Будителі карпатських русинів», збірки русинської поезії «У подбескідних долинах» і збірки нарисів і оповідань русинської літератури під назвою «Зазвонили в селѣ на вичурню».

### Літературна діяльність
Василь Сочка почав писати ще під час навчання в гімназії. У 1940 році написав збірник віршів «Горы и доля» російською мовою, який і визначив його творчий шлях . Взяв псевдонім Боржавін в честь свого батька, вихідця із Боржавської долини. Публікувався під псевдонімами Олександр Андрейчик, Юрій Соколіч, Штефан Соколіч, М.Варга, Олександр Янкович, Янко Руснак і ініціалами В. С., С. Б. . Опублікував 11 книг за свою творчу кар'єру, з них три російською, дві українською та шість русинською .
Разом з Людвиком Філіпом Сочка-Боржавін написав «Історію культурно-просвітницького Товариства імені Олександра Духновича від 1923 до 2003 року»; склав три календаря-альманахи товариства імені Олександра Духновича в 1995, 1996 і 1997 роках, опублікованих в Ужгороді. Всього ж він створив 260 публікацій, що з'явилися у виданнях Словаччини, Угорщини, Чехії, Польщі, Сербії, Америки, України . Представлений в трьох дорадянських літературних альманахах, чотирьох післявоєнних антологіях (дві в Словаччині, одна в Сербії і одна на Україні) . З педагогічних праць виділяються книги «По історії русинських шкіл Австро-Угорщини і Чехословаччини» (1996) і «Дещо про стародавні школи і підручники» (2005). У 2006 році був виданий збірник творів «Улюблений край» російською та русинською мовами .
Помер 27 серпня 2010 року.